# Heterocarpus nasicus
Heterocarpus nasicus is een garnalensoort uit de familie van de Pandalidae. De wetenschappelijke naam van de soort is voor het eerst geldig gepubliceerd in 1993 door Timofeev.